# Partij Voor Gehandicapten en Welzijn
Partij Voor Gehandicapten en Welzijn (PVGW) was een Vlaamse politieke partij die deelnam aan de Federale verkiezingen van 2014 in de provincie Oost-Vlaanderen. Oprichter was Hans De Smet.
Om een kieslijst te kunnen indienen verzamelde De Smet in tien dagen tijd 500 handtekeningen van inwoners uit zijn thuisstad Ninove. Bij de gemeenteraadsverkiezingen van 2012 behaalde de PVGW - toen nog de Partij Voor Gehandicapten - in Ninove 210 stemmen. De initiatiefnemer vindt dat er meer naar personen met een handicap geluisterd moet worden en dat politici zich te veel verschuilen achter het "algemeen belang"'en "wetten", zoals een wet uit 1935 die het voor gehandicapten moeilijk zou maken om deeltijds werk aan te vullen met een uitkering.
De partij bleef lokaal in Ninove actief en veranderde uiteindelijk van naam in Anders (+PGW) met een nagenoeg onveranderd verkiezingsprogramma. De formatie behaalde bij gemeenteraadsverkiezingen in 2018 214 stemmen (0,8% van het totaal aantal Ninoofse stemmen).